# Olvenstedter Straße 11a

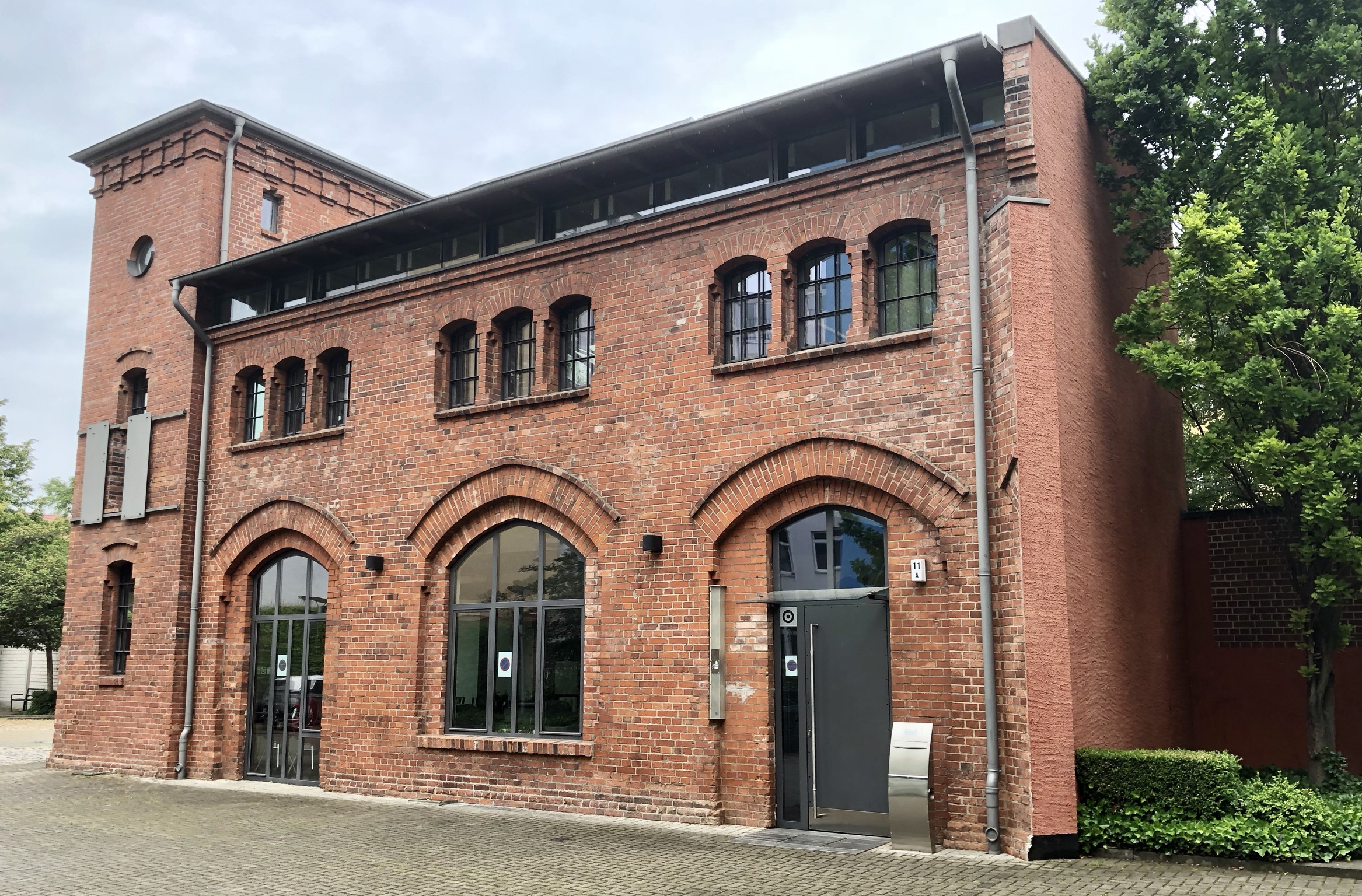
Olvenstedter Straße 11a im Jahr 2019

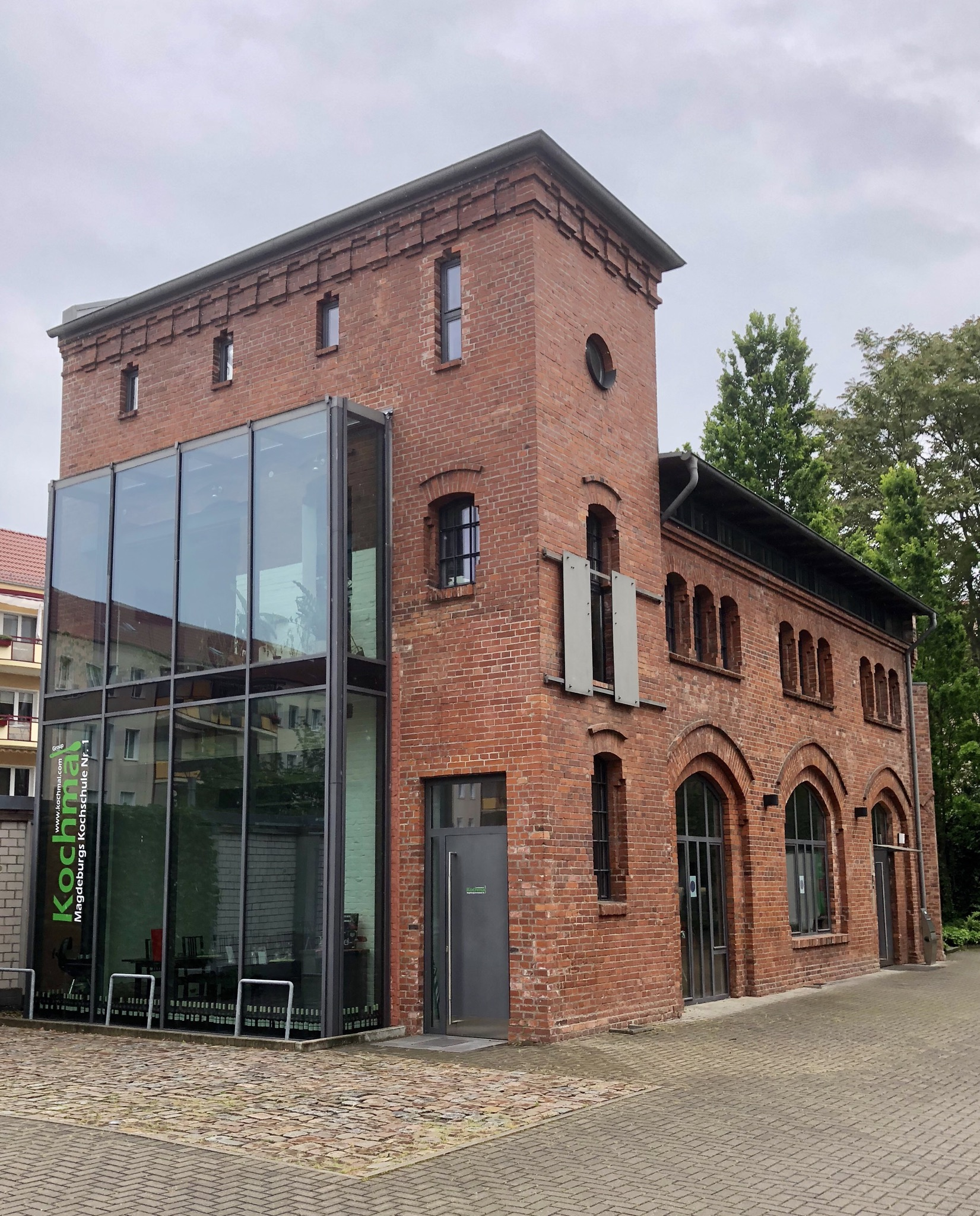
Blick von Norden

Das Gebäude Olvenstedter Straße 11a ist ein denkmalgeschütztes Brauereigebäude in Magdeburg in Sachsen-Anhalt.

## Lage
Es befindet sich im Magdeburger Stadtteil Stadtfeld Ost auf der Rückseite des Wohnhäuser Olvenstedter Straße 11 und 12.

## Architektur und Geschichte
Der ein- bis zweigeschossige Backsteinbau entstand im Jahr 1904 als Brauereiniederlage. Im Magdeburger Adreßbuch 1932 wird an diesem Standort eine Niederlage der damaligen Berliner Schultheiss-Patzenhofer-Brauerei genannt. Im Haus wurden für den Verwendungszweck typische Räumlichkeiten wie Eiskeller, Spül- und Abziehraum aber auch ein Kontor und Pferdeställe eingerichtet. Die Fensteröffnungen sind als Segmentbogenfenster ausgeführt. Als zierende Elemente finden sich Archivolten und ein einfacher Dekor am Gesims.
Im örtlichen Denkmalverzeichnis ist das Gebäude als Brauerei unter der Erfassungsnummer 094 82640 als Baudenkmal verzeichnet.
Das Gebäude gilt als wirtschafts- und stadtgeschichtlich relevant. Es zeigt durch seine enge räumliche Nähe zur schon in der Bauzeit vorhandenen Wohnbebauung die damals typische enge Mischung von Wohn- und Gewerbebauten.